# Твердохлиб, Анджей
Анджей Твердохлиб (пол. Andrzej Twerdochlib; 21 апреля 1936, Острув-Мазовецка — 13 декабря 1991, Гданьск) — польский писатель, сценарист, драматург и переводчик.
На протяжении двух лет обучался на отделении механики Вроцлавского технологического университета, затем ушёл из университета и устроился работать в гараж, был техническим контролёром, водителем, затем начальником автобазы.
Начал публиковаться с 1957 года, в 1967 году добился первого значительного успеха с автобиографическим романом «Звезда сезона» (пол. Gwiazda sezonu; третье издание 1978), в котором реалистически показана жизнь водителя-дальнобойщика. На основе своего романа написал киносценарий, экранизированный режиссёром Анджеем Ежи Пиотровским под названием «Знаки на дороге» (гран-при Международного кинофестиваля в Локарно, 1971), — позднейшая критика, однако, оценила сюжет картины и проработку персонажей как малоинтересные, подчеркивая в то же время высокую компетентность сценариста в изображении профессиональной среды.
В 1970-е гг. заведовал литературной частью Гданьского театра кукол «Миниатюра», с 1977 г. на той же должности в гданьском отделении Польского телевидения. Продолжая публиковать книги, много работал также как драматург и сценарист, в том числе над телесериалами, из которых наиболее известны «Особые приметы» (пол. Znaki szczególne; 1977, на производственную тему) и «Самая долгая война современной Европы» (пол. Najdłuższa wojna nowoczesnej Europy; 1982, исторический, о сопротивлении поляков германизации в XIX — начале XX вв.). Выступал также как переводчик (в том числе «Романа о девочках» Владимира Высоцкого, 1988, в соавторстве с Е. Семянко).